# Günter Neliba
Günter Neliba (* 27. Mai 1925 in Mainz; † 21. Juni 2012 ebenda) war ein deutscher Historiker.

## Leben
Neliba wuchs in Mainz-Gustavsburg auf und machte 1943 das Abitur. Er wurde danach zum Kriegsdienst eingezogen. In französischer Kriegsgefangenschaft verlor er beim Minenräumen beide Hände. Er benutzte Prothesen um Stifte oder Kreide zu halten. Er studierte von 1945 bis 1950 Geschichte und Germanistik an der Johann Wolfgang Goethe-Universität in Frankfurt am Main. Ab 1952 war er Lehrer an der Immanuel-Kant-Schule und später an der Max-Planck-Schule in Rüsselsheim am Main.
Nach seiner Pensionierung im Jahr 1983 nahm er noch einmal das Studium auf und promovierte an der Universität Frankfurt 1992 mit einer Dissertation über den nationalsozialistischen Reichsinnenminister Wilhelm Frick. Es folgten zahlreiche Werke zur jüngeren Regionalgeschichte unter anderen zu den MAN-Werken in Gustavsburg im Dritten Reich, zu einem Fall von Lynchjustiz an US-amerikanischen Kriegsgefangenen in Rüsselsheim am 26. August 1944 und über die Opel-Werke im Konzern von General Motors in Rüsselsheim und Brandenburg in der Zeit von 1929 bis 1948.
Neliba erhielt 2003 den Kulturpreis der Stadt Rüsselsheim und 2005 die Verdienstmedaille des Verdienstordens der Bundesrepublik Deutschland. Seit 2017 hängt sein Porträt als „Leuchtendes Vorbild“ im Ratssaal der Stadt Rüsselsheim.

## Publikationen
- Wilhelm Frick: Der Legalist des Unrechtsstaates. Eine politische Biographie. Schöningh, Paderborn u. a., 1992, ISBN 978-3-506-77486-6.
- Die Opel-Werke im Konzern von General Motors (1929–1948) in Rüsselsheim und Brandenburg. 2000, ISBN 978-3860991794.
- Lynchjustiz an amerikanischen Kriegsgefangenen in der Opelstadt Rüsselsheim (1944). Frankfurt am Main: Brandes und Apsel, 2000, ISBN 978-3860992050.
- MAN-Werk Gustavsburg bei Mainz. Frankfurt am Main: Brandes und Apsel, 2002, ISBN 978-3860997642.
- Staatssekretäre des NS-Regimes. Berlin: Duncker und Humblot, 2005, ISBN 978-3428118465.
- Kriegstagebuch des Flakregiments 155 (W) 1943–1945. Berlin: Duncker und Humblot, 2006, ISBN 978-3428119257.